# Makoko de Mbé
Pour les articles homonymes, voir Makoko.
 (juin 2010).
Si vous disposez d'ouvrages ou d'articles de référence ou si vous connaissez des sites web de qualité traitant du thème abordé ici, merci de compléter l'article en donnant les références utiles à sa vérifiabilité et en les liant à la section « Notes et références ».
Le Makoko de Mbé est un titre nobiliaire d'Afrique centrale, correspondant aux notions de roi ou chef de la localité de Mbé (actuel département des Plateaux en république du Congo), et de roi ou chef de la population Téké qui peuple le royaume Tio. 
Le libellé exact de ce titre est Onko ou Ma-Onko (déformé en « makoko »). Il donne à celui qui le porte la suprématie absolue sur un territoire s'étendant - jusqu'avant la conférence de Berlin (1885) - du centre de ce qui est devenu la république du Congo, à une partie du Gabon et une partie de la république démocratique du Congo.
L'un d'entre eux est entré dans l'histoire du monde: Illoy Loubath Imumba Ier, souverain incontesté d’un royaume prospère et en paix s’étendant sur toute l’Afrique centrale, du territoire de la république du Congo à l’actuelle république du Congo jusqu’en Angola. Il signa à Mbé, le 10 septembre 1880, un traité d’alliance entre ce qui allait devenir le Congo et la France, négocié par l'officier français d'origine italienne Savorgnan de Brazza, 
Illoy Ier pratiquait la polygamie. Deux branches de sa descendance survivront à l’après Makoko. La plus importante, la famille « Illoy Loubath » résida à Brazzaville et une autre partie, « Imumba », dans ce qui est l'actuelle république démocratique du Congo.

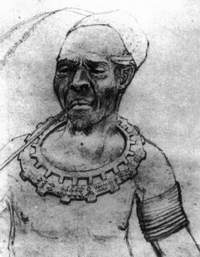
Makoko de Mbé, Illoy Loubath Imumba, en 1860
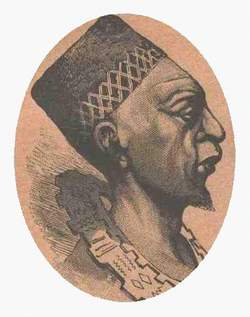
Makoko de Mbé, Illoy Loubath Imumba en 1860
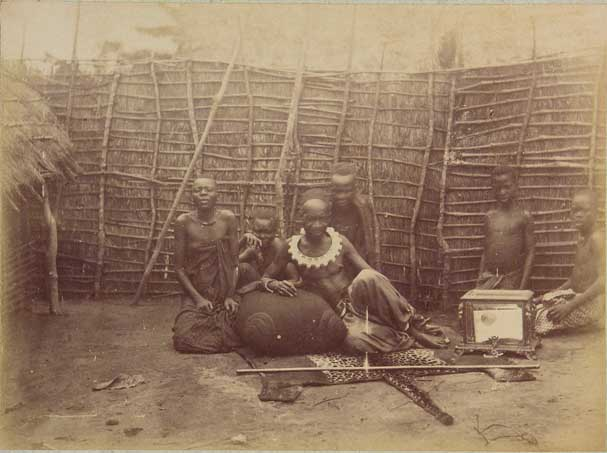
Makoko de Mbé vers 1880
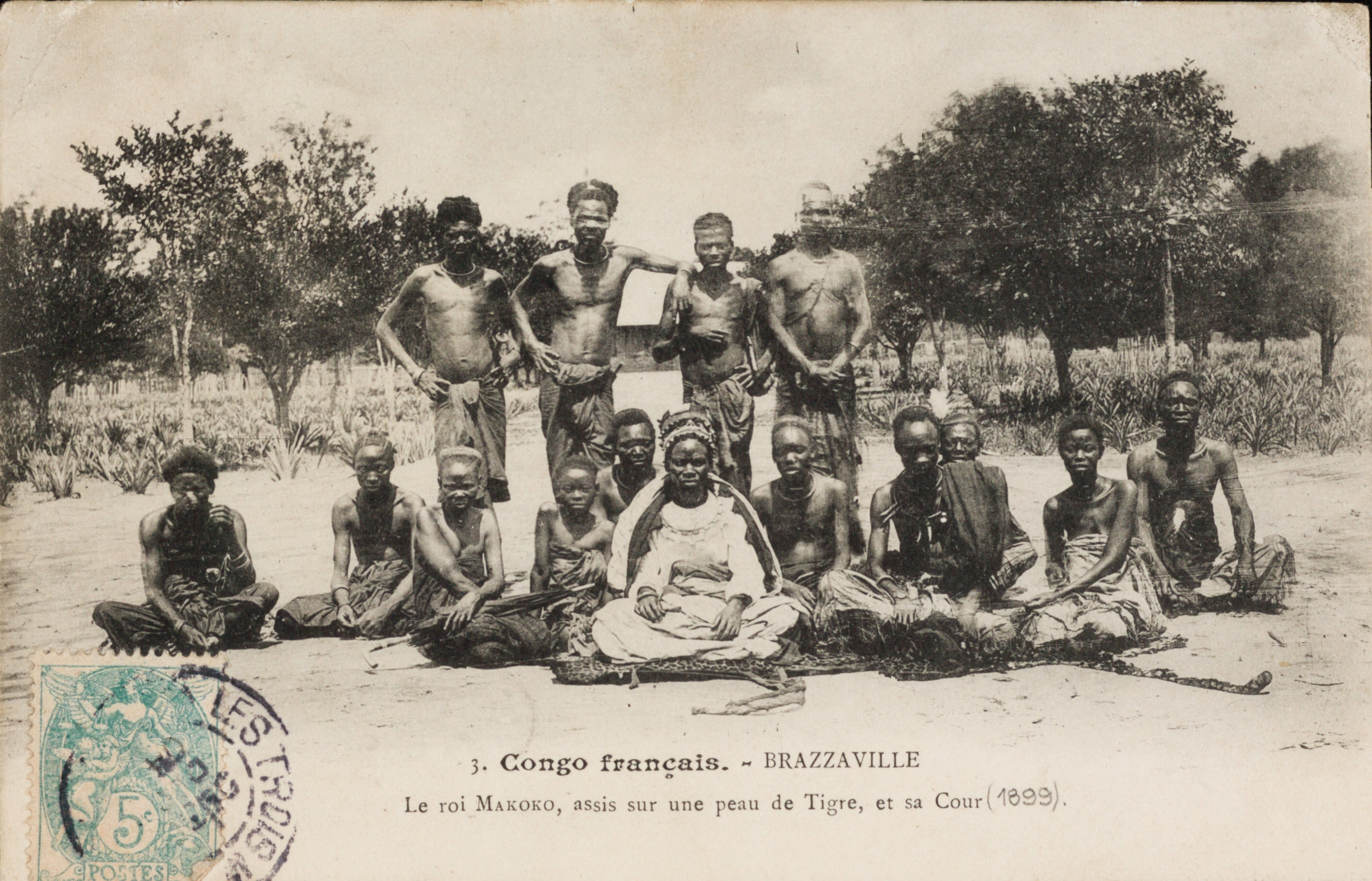
Le Makoko de Mbé et sa cour en 1907